# Джулія Манкузо
Джулія Манкузо (англ. Julia Mancuso; нар. 9 березня 1984, Ріно, Невада, США) — американська гірськолижниця. Олімпійська чемпіонка Турина та дворазова срібна призерка змагань у Ванкувері. Триразова медалістка чемпіонатів світу, одна з лідерів у сучасному гірськолижному спорті.

## Спортивна біографія
Манкузо дебютувала на етапах Кубка світу у містечку Фриско, Колорадо, 20 листопада 1999 року в віці 15 років. Перші свої очки вона здобула в сезоні 2000/01 років, зайнявши 27 місце в Супер-G в італьському Кортіна-д'Ампеццо. Хоча вона часто змагалася на етапах Кубка світу, вона завжди брала участь у чемпіонатах світу серед юніорів, на яких завоювала рекордних вісім медалей, у тому числі п'ять золотих у 2002, 2003 і 2004 роках.
Її результати на етапах Кубка світу значно покращилися протягом сезону 2005 року, коли вона піднялася на дев'яте з 55 місця у 2004 році. У 2005 році на чемпіонаті світу вона завоювала бронзові медалі в Супер-G і гігантському слаломі. Її золота медаль у 2006 році на зимових Олімпійських іграх у Турині було несподіваною, оскільки вона мала всього три подіуми в цьому сезоні, хоча все було через кілька тижнів після Олімпіади. Тільки один з цих подіумів був в гігантському слаломі, третє місце у фінальній гонці гігантського слалому після Олімпіади.
Вона виграла гонку, попри триваючі болі в правому коліні, яка зійшла до дисплазії кульшового суглоба. Вона закінчила сезон 2006 року на восьмому місці, маючи в активі три подіуми протягом цього сезону.
На початку міжсезоння, Манкузо перенесла артроскопічну операцію на правому стегні, щоб видалити кістковий мозоль на кулі суглоба. Після кількох місяців лікування, вона відновила тренування зі збірною США в серпні, в їхніх літніх лижних таборах в Південній Америці. На початок сезону 2007 року вона була майже повністю відновлена.
Хоча вона почала повільно, з цілим рядом невтішних результатів у перші кілька тижнів, та все ж повільно поверталася до звичних навантажень і колишніх результатів. Вона виграла першу гонку Кубка світу 19 грудня 2006 року — швидкісний спуск в Валь-д'Ізері, Франція, а потім зайняла друге місце на наступний день. Вона виграла ще три змагання протягом сезону: Супер-G, комбінацію і швидкісний спуск. На чемпіонаті світу 2007 в Оре, Швеція, вона виграла срібну медаль у комбінації. Після трьох поспіль подіумів (2, 1, 3) в Тарвізіо, Італія, 2-4 березня 2007 року, вона стала лідером загального заліку Кубка світу. Але закінчила сезон на третьому місці після співвітчизниці Ліндсі Вонн. Проте Манкузо посіла друге місце у комбінації й швидкісному спуску.
Починаючи з початку сезону 2009/10 вона не потрапляла на подіуми через проблеми зі спиною, так що її срібна медаль в жіночому спуску у 2010 році на Олімпіаді у Ванкувері стала ще одним сюрпризом. Наступного дня, вона виграла ще одну срібну медаль в суперкомбінації. Однак, в той час Манкузо намагалася захистити свій титул в гігантському слаломі. Ліндсі Вонн, головний конкурент Манкузо, потерпіла краху ще в першій спробі. Але проблеми зі спиною зупинили її лише на восьмому місці. У перший день змагань на Чемпіонаті світу-2011 в Гарміш-Партенкірхені, Німеччина, вона в черговий раз довела свій статус, вигравши срібну медаль в Супер-G.
Через місяць вона здобула свою першу гонку Кубка світу після «сухих» чотирьох років — швидкісний спуск на Фіналі кубка світу у Ленцергайде, Швейцарія. Оскільки це було через кілька днів після страшного землетрусу і цунамі в Японії, вона почала збір коштів, пообіцявши половину її доходів від гонок чемпіонатів світів на сайті кампанії skiershelpingjapan.com.
За останні дванадцять років вона стала однією з найтитулованіших американок на внутрішній арені — 12 перемог, 9 срібних і 8 бронзових медалей вона зібрала на дорослих чемпіонатах США і одне золото на юніорських.

## Особистість
Товариші спортсменки ласкаво називають її "Супер Жюль". Після її золотої олімпійської медалі у 2006 році, траса в Скво-Веллі «Гірськолижний курорт» була перейменована в «Золото Юлії".
Її тренер дав їй пластикову тіару як знак удачі у 2005 році, вона носила його на своєму шоломі протягом декількох змагань. Вона носила тіару, коли виграла срібну медаль в жіночому швидкісному спуску і на церемонії нагородження у 2010 році на зимових Олімпійських іграх. У 2010 році Манкузо запустила свою власну лінію спідньої білизни імені Kiss My Tiara . Манкузо також моделює спідню білизну і незабутньо заявила: "Я думаю, спідня білизна це моє покликання. Ви можете бути жіночні й швидкі." 
Манкузо під час змагань використовує лижі Völkl черевики Lange, Marker прив'язки, і POC шоломи. У грудні 2006 року LAnge заявили, що Манкузо буде перший в історії "Ланге-спортсменка», стане обличчям плакатів, щитів, і «продовжуються зусилля, щоб продемонструвати виняткові лижних жінок-спортсменок, які також є привабливими й надихаючими». Вона перейшла на Völkl лижі й Marker прив'язки після сезону 2010 року; вона була раніше з Rossignol 
Під час зимових Олімпійських ігор 2010, VISA спільно з Манкузо в анімованій розповіді описує, як в дитинстві вона намалювала картину — себе, але з золотою медаллю. Вона також знялася в рекламі 24 Hour Fitness.
Манкузо народилася в Ріно, штат Невада, і виросла в районі озера Тахо. У неї є дві сестри — старша Ейпріл і молодша Сара. Її батько Чіро Манкузо, був заарештований і засуджений за ведення контрабанди марихуани на суму $ 140 млн, коли Юлі було п'ять років. Її батьки розлучилися в 1992 році. Після звільнення з в'язниці, Юля жила зі своїм батьком.
Закінчила школу зимових видів спорту в Парк-Сіті, штат Юта, в 2000 році й проживає в олімпійській долині, штат Каліфорнія.
Її хлопець Аксель Лунд Свіндаль, успішний гірськолижник з Норвегії.

## Виступи на міжнародних змаганнях

### Олімпійські ігри
| Змагання            | Слалом | Г. слалом | Ш. спуск | Суперг. | Комбі. |
| ------------------- | ------ | --------- | -------- | ------- | ------ |
| Солт-Лейк-Сіті 2002 |        |           |          |         | 13     |
| Турин 2006          |        | 1         | 7        | 11      | 9      |
| Ванкувер 2010       |        | 8         | 2        | 9       | 2      |

### Чемпіонати світу
| Рік  | Місце               | Слалом | Гігантський слалом | Супер-G | Швидкісний спуск | Комбінація |
| ---- | ------------------- | ------ | ------------------ | ------- | ---------------- | ---------- |
| 2003 | Санкт-Моріц         | DNF1   |                    | 21      |                  | 7          |
| 2005 | Борміо              | 8      | 3                  | 3       |                  | 9          |
| 2007 | Оре                 |        | 5                  | 6       | 10               | 2          |
| 2009 | Валь-д'Ізер         |        | 18                 | DNF1    |                  | DNF1       |
| 2011 | Гарміш-Партенкірхен | DNF1   | 16                 | 2       | 6                | 7          |

### Юніорські чемпіонати світу
| Рік  | Місце                                    | Слалом | Гігантський слалом | Супер-G | Швидкісний спуск | Комбінація |
| ---- | ---------------------------------------- | ------ | ------------------ | ------- | ---------------- | ---------- |
| 2000 | Квебек                                   | DNF2   | DNF2               | 4       | 11               |            |
| 2001 | Верб'є                                   | 7      | 23                 | 11      | 8                |            |
| 2002 | Тарвізіо, Селла-Невеа, Равасклетто       | 7      | 1                  | 5       | 1                | 1          |
| 2003 | Пюї-Сен-Венсан, Монженевр, Серре-Шевальє | 43     | 5                  | 1       | 3                | 14         |
| 2004 | Марибор                                  | 6      | 4                  | 3       | 5                | 1          |

### Кубок світу

#### Положення в заліках
| Сезон | Вік | Загальний | Слалом | Гігантський слалом | Супер-G | Швидкісний спуск | Комбінація |
| ----- | --- | --------- | ------ | ------------------ | ------- | ---------------- | ---------- |
| 2001  | 16  | 113       | 55     | —                  | 47      | —                | —          |
| 2002  | 17  | 73        | —      | —                  | 37      | 33               | 17         |
| 2003  | 18  | 46        | 44     | —                  | 25      | 27               | 5          |
| 2004  | 19  | 55        | 32     | 58                 | 27      | 42               | —          |
| 2005  | 20  | 9         | 26     | 7                  | 13      | 10               | 6          |
| 2006  | 21  | 8         | 22     | 11                 | 6       | 11               | 8          |
| 2007  | 22  | 3         | 24     | 4                  | 4       | 2                | 2          |
| 2008  | 23  | 7         | 28     | 5                  | 8       | 7                | 6          |
| 2009  | 24  | 27        | 42     | 17                 | 27      | 24               | 36         |
| 2010  | 25  | 20        | —      | 28                 | 16      | 9                | 22         |
| 2011  | 26  | 5         | 51     | 9                  | 3       | 3                | 8          |
| 2012  | 27  | 4         | 50     | 9                  | 2       | 5                | 22         |

#### Подіуми етапів КС
- 7 перемог — (3 — швидкісний спуск, 2 — Супер-G, 1 — комбінація, 1 — паралельний слалом)
- 31 подіум — (11 — швидкісний спуск, 11 — Супер-G, 5 — гігантський слалом, 3 — комбінація, 1 паралельний слалом) (станом на 18.03.2012)

| Сезон | Дата              | Локація                        | Дисципліна         | Місце |
| ----- | ----------------- | ------------------------------ | ------------------ | ----- |
| 2006  | 27 січня 2006     | Кортіна-д'Ампеццо, Італія      | Супер-G            | 2     |
| 2006  | 28 січня 2006     | Кортіна-д'Ампеццо, Італія      | швидкісний спуск   | 2     |
| 2006  | 4 лютого 2006     | Офтершванг, Німеччина          | гігантський слалом | 3     |
| 2007  | 19 грудня 2006    | Валь-д'Ізер, Франція           | швидкісний спуск   | 1     |
| 2007  | 20 грудня 2006    | Валь-д'Ізер, Франція           | швидкісний спуск   | 2     |
| 2007  | 13 січня 2007     | Альтенмаркт, Австрія           | швидкісний спуск   | 3     |
| 2007  | 14 січня 2007     | Альтенмаркт, Австрія           | комбінація         | 1     |
| 2007  | 19 січня 2007     | Кортіна-д'Ампеццо, Італія      | Супер-G            | 1     |
| 2007  | 20 січня 2007     | Кортіна-д'Ампеццо, Італія      | швидкісний спуск   | 2     |
| 2007  | 21 січня 2007     | Кортіна-д'Ампеццо, Італія      | гігантський слалом | 2     |
| 2007  | 2 березня 2007    | Тарвізіо, Італія               | комбінація         | 2     |
| 2007  | 3 березня 2007    | Тарвізіо, Італія               | швидкісний спуск   | 1     |
| 2007  | 4 березня 2007    | Тарвізіо, Італія               | Супер-G            | 3     |
| 2008  | 27 жовтня 2007    | Сьйолден, Австрія              | гігантський слалом | 2     |
| 2008  | 21 грудня 2007    | Санкт-Антон, Австрія           | швидкісний спуск   | 3     |
| 2008  | 22 грудня 2007    | Санкт-Антон, Австрія           | комбінація         | 3     |
| 2008  | 28 грудня 2007    | Лінц, Австрія                  | гігантський слалом | 2     |
| 2008  | 20 січня 2008     | Кортіна-д'Ампеццо, Італія      | Супер-G            | 2     |
| 2008  | 22 лютого 2008    | Ванкувер, Канада               | швидкісний спуск   | 3     |
| 2010  | 7 березня 2010    | Кран-Монтана, Швейцарія        | Супер-G            | 3     |
| 2011  | 5 грудня 2010     | Лейк-Луїз, Канада              | Супер-G            | 3     |
| 2011  | 22 січня 2011     | Кортіна-д'Ампеццо, Італія      | швидкісний спуск   | 2     |
| 2011  | 27 лютого 2011    | Оре, Швеція                    | Супер-G            | 3     |
| 2011  | 6 березня 2011    | Тарвізіо, Італія               | Супер-G            | 2     |
| 2011  | 16 березня 2011   | Ленцерхайде, Швейцарія         | швидкісний спуск   | 1     |
| 2012  | 26 листопада 2011 | Аспен, США                     | гігантський слалом | 3     |
| 2012  | 4 грудня 2011     | Лейк-Луїз, Канада              | Супер-G            | 3     |
| 2012  | 7 січня 2012      | Бад-Кляйнкірхгайм, Австрія     | швидкісний спуск   | 2     |
| 2012  | 5 лютого 2012     | Гарміш-Партенкірхен, Німеччина | Супер-G            | 1     |
| 2012  | 21 лютого 2012    | Москва, Росія                  | паралельний слалом | 1     |
| 2012  | 15 березня 2012   | Шладмінг, Австрія              | Супер-G            | 2     |

### Кубок Північної Америки
Часто брала участь в цих змаганнях — дебютувала ще у 1999 році з 30-го місця, а вже у четвертому для себе змаганні стала другою. Востаннє з'являлася на цих змаганнях у 2005 році, здобувши срібло у швидкісному спуску. 5 разів ставала переможницею етапів Кубка Північної Америки, а також 8 разів отримувала срібні нагороди й раз — бронзу. У сезоні 2000 року виграла залік гігантського слалому і стала другою в загальному заліку. А у сезоні 2002 року виграла залік слалому.

### Кубок Європи
У сезонах 2001 і 2004 брала участь в кількох гонках Кубка Європи, проте високих рейтингів не займала через низьку кількість участі в них. Подіум був лише раз — 21/12/2000 в французькому Лез-Оррі.

### Кубок Австралії й Нової Зеландії
Взяла участь лише в одній гонці (17/08/2010), проте навіть не фінішувала.